# Sevirova
Sevirova è un comune della Moldavia situato nel distretto di Florești di 1.270 abitanti al censimento del 2004

## Località
Il comune è formato dall'insieme delle seguenti località (popolazione 2004):
- Sevirova (798 abitanti)
- Ivanovca (472 abitanti)